# トモ子
トモ子（トモ子、3月8日 - ）は、日本のシンガーソングライター。広島県出身。1992年、OLシンガーソングライター大本友子として創美企画よりアルバム『日比谷公園で待ってる』でデビュー。1994年、ポニーキャニオンより『Eleven Lovers Suite』で再デビュー。3枚目のアルバム『映画のようにはいかないの』の中の『あなたのままで』がフィリップモリスのCMタイアップ（黒木瞳、高橋克典出演）でヘビーローテーションされる。出産後にリリースした『あなたが産まれた日』以降、おおもと友子と表記。収録曲のひとつ『桜待つ朝に』は全国の卒園児の父母により、卒園式で歌われるロングセラー楽曲となっている。その後、卒業式ソングとしてリリースした『今日の空を忘れない』も好評配信中。2018年、JUJU『東京』の作詞を手掛けたことをきっかけに、再度トモ子に改名。その後、韓国ボーイズグループTFNの楽曲『ROW』の訳詞を担当。2022年に、新成人応援ソング『がいこくりょこう』他を配信リリース、またポニーキャニオン時代の全楽曲の配信も始まった。

## ディスコグラフィ

### シングル
- 1993年10月21日　探さないで／Cherryの頃
- 1994年02月18日　きっとノスタルジア／ママはライバル
- 1994年06月17日　ハネムーン・リハーサル／恋を始めましょう
- 1994年12月07日　仲直りしたいから／私からプロポーズ
- 1995年04月21日　見つめられたらノーと言えない／明日が夢でも
- 1995年05月19日　あなたのままで／Kiss me On the phone
- 1996年02月21日　誰かいい人いないかな／スキン・タイプIIだなんて
- 1996年05月17日　愛が眠れない
- 1997年05月16日　ピースサインのまま
- 1998年06月17日　最後の恋
- 今日の空を忘れない （※ iTunesにて配信）

### アルバム
- 1992年06月25日　日比谷公園で待ってる
- 1994年03月02日　Eleven Lovers Suite
- 1995年03月01日　映画のようにはいかないの
- 1996年05月17日　プラチナ
- 1996年06月18日　ニュースにならない恋人たち
- 1998年10月07日　LOVE SCENES （※ ベストアルバム）
- 2006年07月07日　あなたが産まれた日 （※ 2012年に『桜待つ朝に』のカラオケが加わって再発売）

### 楽曲提供アーティスト
- 光GENJI　　『サヨナラと言えなくて』作詞/作曲
- 観月ありさ　『恋人たちのソネット』作詞
- 瀬戸朝香　　『My Home Town』『White』作詞
- 山口紗弥加　『Foolish Love』作詞/作曲
- NON　　　　『最後のダンス』『Because of you』『青空の椅子』作詞
- 岩男潤子　　『ガラスの月』『星のライオン』作詞
- 織田かおり　『I stille lovin' you』作曲
- JUJU 　　　『東京』作詞 R-Y'sとの共作
- TFN 　　　 『ROW』訳詞

## 出演番組
- 大本友子のPRINCESS PURE